# Blanquefort-sur-Briolance
Blanquefort-sur-Briolance település Franciaországban, Lot-et-Garonne megyében. Lakosainak száma 517 fő (2022. január 1.). Blanquefort-sur-Briolance Mazeyrolles, Cuzorn, Lavaur, Soulaures, Gavaudun, Lacapelle-Biron, Saint-Front-sur-Lémance és Sauveterre-la-Lémance községekkel határos.

## Népesség
A település népességének változása:
| Lakosok száma | 666  | 549  | 468  | 500  | 497  | 472  | 470  | 495  | 506  | 517  |
|               | 1968 | 1982 | 1990 | 2006 | 2013 | 2015 | 2017 | 2019 | 2020 | 2022 |